# Miss.Tic
Miss.Tic, občanským jménem Radhia Novat, (20. února 1956 Paříž, Francie – 22. května 2022 Paříž) byla francouzská streetartová umělkyně. Je známá svými šablonovými graffiti tmavovlasých žen, které lze vidět na zdech pařížských ulic doprovázené poetickým, rafinovaným či ironickým textem. Její práce nutí k zamyšlení a vyvolávají emoce. Jako streetartová umělkyně je aktivní od roku 1985.

## Životopis
Miss.Tic se narodila na pařížském Montmartru jako dcera tuniského přistěhovalce a normandské matky. Část dětství strávila na Montmartu v 18. pařížském obvodu, poté se rodina v roce 1964 přestěhovala do Orly na jihu Paříže. Když jí bylo 10, přišla při autonehodě o matku, mladšího bratra a babičku. V šestnácti letech jí zemřel otec. Vychovávala ji nevlastní matka, barmanka. Po skončení středoškolských studií se počátkem 80. let odstěhovala na nějaký čas do Kalifornie. Po návratu do Paříže začala se svou nástěnnou tvorbou, především na Montmartru, v Ménilmontantu, v Le Marais, v Rue Montorgueil a v Butte aux Cailles.
Svoje první nástěnné dílo podepsala v roce 1985. Od té doby předává svoje názory prostřednictvím poetických či ironických textů na zdech, výstavách a v knihách.
V roce 1985 se také zúčastnila prvního setkání umělců graffiti a urban artu v Bondy v metropolitní oblasti Paříže v rámci iniciativy Vive La Peinture (VLP) společně se Speedy Graphitem, Kimem Prisuem, Jefem Aérosolem, SP 38, Epsylon Pointem, Blekem le rat, Futurou 2000, Nuklé-Art, Banlieue-Banlieue a dalšími.
V březnu 2011 byla u příležitosti Mezinárodního dne žen vydána série poštovních známek inspirovaných některými jejími díly.

## Významné individuální výstavy
- 1986: Première exposition, librairie Épigramme, Paříž
- 1987: « Miss.Tic au Marienbad », Saint-Étienne
- 1989: « Fragments et Multiples », galerie Couleur, Paříž
- 1990: « Miss.Tic », galerie Christophe, Paříž
- 1991: « Miss.Tic », galerie Sanguine, Paříž
- 1994: « Tout achever sauf le désir », EPITA, Paříž
- 1995: « Je ferai les trottoirs de l'histoire de l'art », FIAP, Paříž
- 1997: « L’art me ment », galerie Sacha Tarasoff, Paříž
- 1999: « Je ne fais que passer », galerie La Pochade, Paříž
- 2000: « Muses et Hommes », espace Paul Ricard, Paříž
- 2000: « Dangereuse sous tous rapports », justiční palác, Lyon
- 2001: « Les actes gratuits ont-ils un prix ? », galerie Artazart, Paříž
- 2001: « Je t’aime temps », rétrospective 1985/2001, espace Envie d’art, Paříž
- 2001: « Héroïne », galerie Bernard Guillon, Paříž
- 2002: « Muses et Hommes », château de Cadillac, Cadillac
- 2002: « Miss.Tic Erotic », galerie Artitude, Paříž
- 2003: « Vain cœur vain cul », galerie Au-dessous du Volcan, Paříž
- 2003: « Une Nuit avec Miss.Tic », galerie Artazart, Paříž
- 2003: « Miss.Tic », galerie Papegoyen, Oslo, Norsko
- 2004: « Femme mur », Nuts Gallery, Paříž
- 2004: « Miss.Tic Attak », galerie Fanny Guillon-Laffaille, Paříž
- 2005: « Maudites sorcières », galerie W, Paříž
- 2005: « Quand on aime, on a toujours 20 ans », galerie W, Paříž
- 2006: « Parisienne », galerie Lélia Mordoch, Paříž
- 2006: « Femmes capitales », mairie du XIIIe, Paříž
- 2007: « Miss.Tic Présidente », galerie de la Butte aux Cailles, Paříž
- 2007: « Toi et Moi » (s Jeanem Faucheurem), galerie Chappe, Paříž
- 2008: « Je crois en l'éternel féminin », galerie Fanny Guillon-Laffaille, Paříž
- 2008: « Je t'ai fait marcher. Je t'ai fait courir. Je te ferai tomber », Le M.U.R.
- 2008: « Je prête à rire, mais je donne à penser », galerie W, Paříž
- 2009: « Go Homme », galerie Lélia Mordoch, Paříž
- 2010: « Folle à délier », galerie Fanny Guillon-Laffaille, Paříž
- 2010: « Parisienne », Ion Art Gallery, Singapur
- 2011: « À la Vie A l'Amor », galerie W, Paříž
- 2011: « Bomb it », Institut français, Berlín
- 2012: « Secret d'atelier », galerie Lélia Mordoch, Paříž
- 2013: « Les Uns et les Unes », galerie W, Paříž
- 2014: « Miss.Tic », Francouzský institut v Barceloně, Španělsko
- 2014: « Miss.Tic », galerie Bertheas Les Tournesols, Saint-Étienne
- 2014: « Les Uns et les Unes (suite) », galerie L'Œil 0uvert, Paříž
- 2014: « En cartoon, elles cartonnent », galerie Brugier-Rigail, Paříž
- 2015: « Flashback », galerie Lélia Mordoch, Paříž